# 芙蓉 (駆逐艦)
| 竣工直後の第16駆逐艦（芙蓉） |                                                       |
| 艦歴                         |                                                       |
| 計画                         | 1918年度（八六艦隊案）                                |
| 起工                         | 1922年2月16日                                         |
| 進水                         | 1922年9月23日                                         |
| 就役                         | 1923年3月16日（第十六駆逐艦）                         |
| その後                       | 1943年 12月20日戦没                                   |
| 除籍                         | 1944年2月5日                                          |
| 性能諸元                     |                                                       |
| 排水量                       | 基準：820トン                                         |
| 全長                         | 83.8m                                                 |
| 全幅                         | 8.08m                                                 |
| 吃水                         | 2.51m                                                 |
| 主缶                         | ロ号艦本式缶3基                                       |
| 機関                         | オールギアードタービン2基2軸 21,500shp                |
| 最大速力                     | 35.5ノット                                            |
| 航続距離                     |                                                       |
| 乗員                         |                                                       |
| 兵装                         | 12.0cm単装砲3基 6.5mm単装機銃2基 53cm連装発射管2基4門 |

芙蓉（ふよう）は、日本海軍の駆逐艦。若竹型駆逐艦の7番艦である。

## 艦歴
- 1922年（大正11年）9月 進水 - （藤永田造船所建造）　進水時の名称は「第十六駆逐艦」。
- 1923年（大正12年）3月16日 - 竣工
- 1924年（大正13年）4月1日 - 「第十六号駆逐艦」に艦名変更。
- 1928年（昭和3年）8月1日 - 「芙蓉」に艦名変更。
- 1937年（昭和12年） - 日中戦争に参戦。華南沿岸の諸作戦に参加。
- 1941年（昭和16年） - 駆逐艦籍のまま太平洋戦争に参戦。船団護衛、哨戒作戦に従事。
- 1943年（昭和18年）12月20日 - 船団護衛中、マニラ湾口で米潜水艦パファーの雷撃で2本が命中し戦没。

## 歴代艦長
※『艦長たちの軍艦史』380-381頁による。

### 艤装員長
- 柏木英 少佐：1922年9月20日 - 1923年3月16日

### 駆逐艦長
- 柏木英 少佐：1923年3月16日 - 1924年12月1日
- 畠山耕一郎 少佐：1924年12月1日 - 1925年12月1日[1]
- （兼）坂野民部 少佐：1925年12月1日[1] - 1926年11月1日[2]
- 直塚八郎 少佐：1926年11月1日 - 1927年12月1日
- 安富芳介 少佐：1927年12月1日 - 1928年12月10日
- 久宗米次郎 少佐：1928年12月10日 - 1929年11月30日
- 成田忠良 少佐：1929年11月30日 - 1930年12月1日
- 有賀幸作 少佐：1930年12月1日 - 1932年1月28日[3]
- 田中穣 少佐：1932年1月28日[3] - 1932年8月24日[4]
- 太田信之輔 少佐：1932年8月24日 - 1932年11月15日
- 山田雄二 少佐：1932年11月15日 - 1933年9月1日[5]
- 長井純隆 大尉：1933年9月1日[5] - 1933年11月15日[6]
- （兼）中津成基 少佐：1933年11月15日 - 1934年5月15日
- （兼）勢経雄 少佐：1934年5月15日[7] - 10月22日[8]
- 吉田正義 大尉：1934年10月22日 - 1935年11月15日
- 阿部徳馬 少佐：1935年11月15日 - 1936年12月1日
- 小川綱嘉 大尉：1936年12月1日 - 1937年12月1日[9]
- 角田千代吉 少佐：1937年12月1日 - 1939年1月10日[10]
- （兼）千本木十三四 少佐：1939年1月10日[10] - 1939年8月1日[11]
- （兼）中村昇 少佐：1939年8月1日[11] - 1940年1月20日[12]
- 中村昇 少佐：1940年1月20日 - 1940年4月20日[13]
- （兼）花見弘平 大尉：1940年10月15日[14] - 1940年11月15日[15]
- 橋本正雄 少佐：1940年11月15日 - 1941年7月25日[16]
- 村上忠臣 大尉：1941年7月25日 -
- 大熊安之助 大尉：1942年10月30日 -
- 角野鉄男 大尉：1943年10月20日 -